# Sárkeszi
Sárkeszi je vas na Madžarskem, ki upravno spada pod podregijo Székesfehérvári Županije Fejér.